# Bestiaire
Cet article concerne le genre littéraire. Pour le bestiaire médiéval au sens iconographique, voir Représentation des animaux dans l'art médiéval. Pour les autres significations, voir Bestiaire (homonymie).

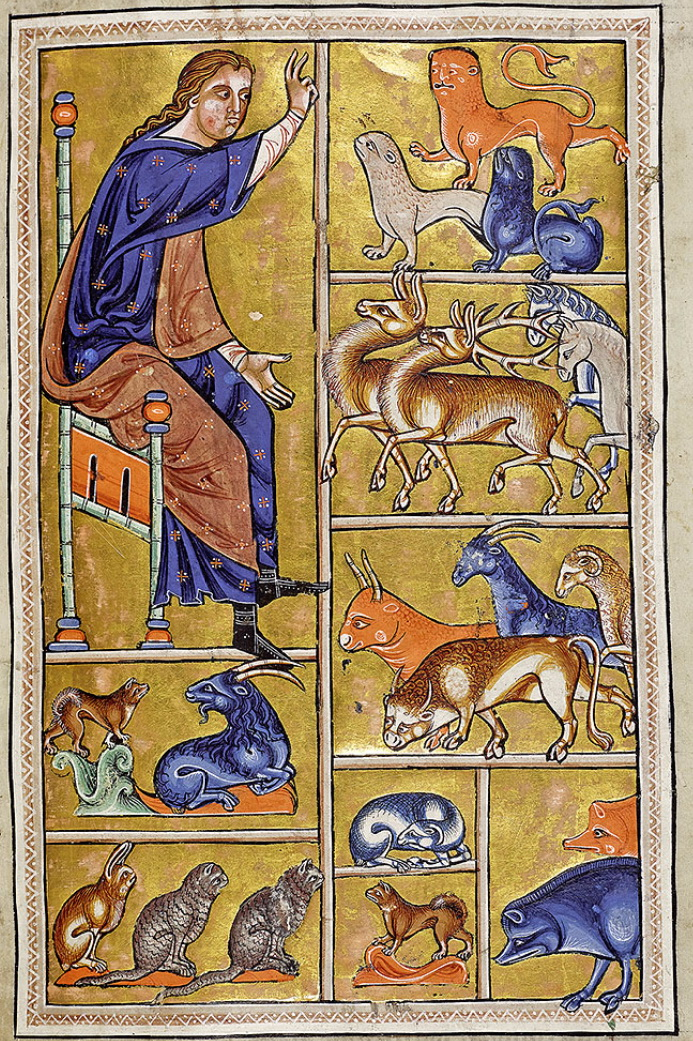
Page du Bestiaire d'Aberdeen (XIIe siècle).

En littérature, un bestiaire désigne un manuscrit du Moyen Âge regroupant des fables et des moralités sur les « bêtes », animaux réels ou imaginaires. Par extension, on appelle bestiaire une œuvre consacrée aux bêtes. Par métonymie, le bestiaire d'un auteur ou d'un ensemble d'œuvres désigne les animaux mentionnés par l'auteur ou dans ces œuvres.
Les bestiaires médiévaux connaissent leur plus grande popularité en Angleterre et en France aux XIIe et XIIIe siècles. Il s'agit de compilations de multiples sources, en particulier le Physiologus ou Physiologos, que l'on date généralement du IIe siècle, l’Histoire naturelle de Pline l'Ancien et les Étymologies d'Isidore de Séville, du début du VIIe siècle.  Ces œuvres ont une vocation herméneutique (faciliter l'interprétation du texte biblique) et théologique, reflétant le dogme que le monde est le livre dans lequel Dieu a écrit, et que l'animal, création divine, est perçu comme signifiant allégorique d'un sens spirituel ou moral. Beaucoup de ces manuscrits présentent la particularité d'avoir été très tôt accompagnés d'un riche programme iconographique comprenant des miniatures qui complètent les descriptions des animaux. Ils sont principalement destinés aux écoles monastiques et épiscopales où les élèves peuvent s'initier à l'apprentissage du latin, langue liturgique mais aussi scientifique.

## Origines

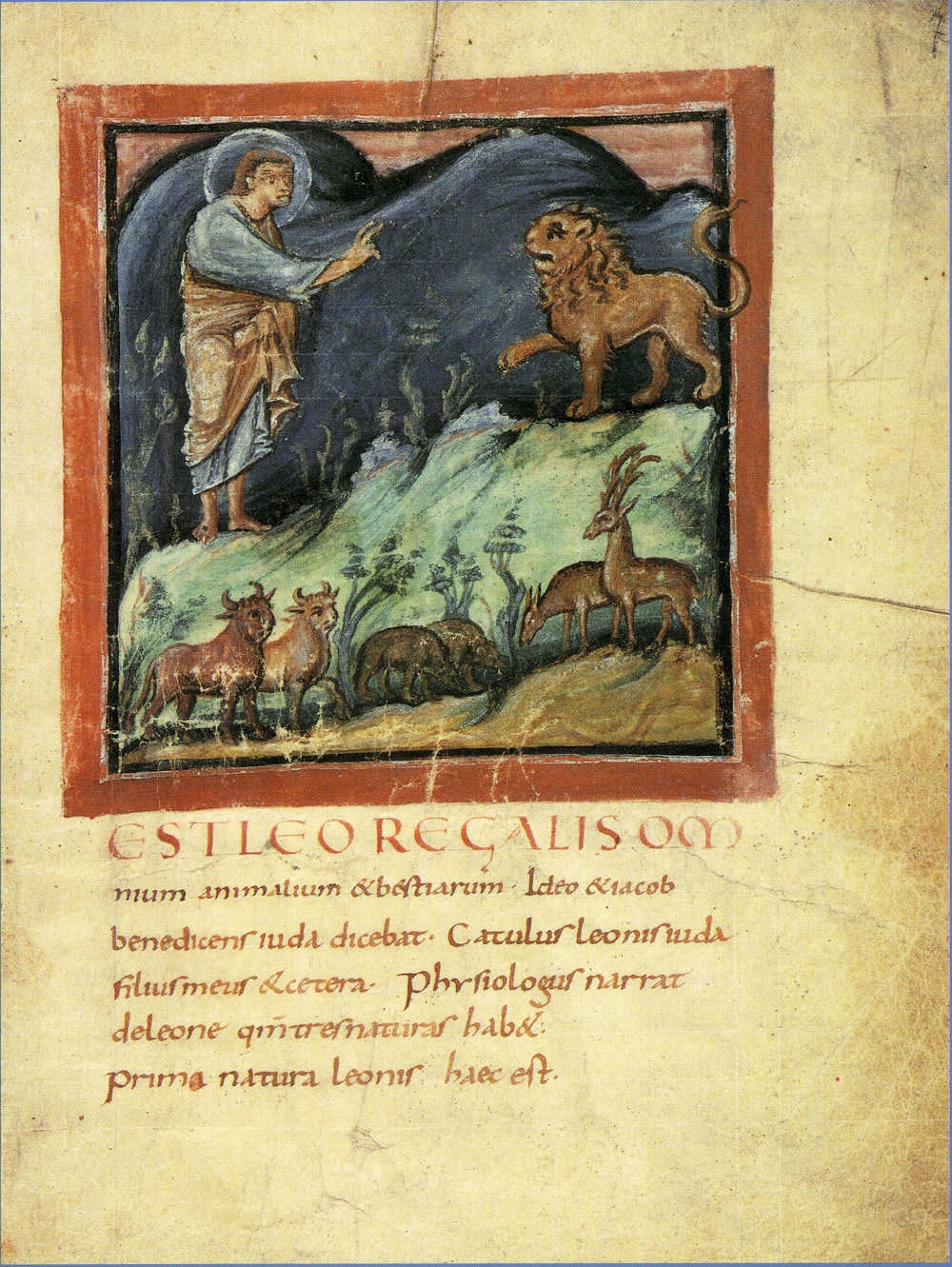
Le Physiologos de Berne

Le Physiologos, qualifié de « bestiaire des bestiaires », est un recueil de brefs récits vraisemblablement rédigé en Égypte probablement dans la région d'Alexandrie. Le manuscrit original n'est pas parvenu jusqu'à nous, mais les citations de cet ouvrage permettent de le dater entre le IIe siècle et le IVe siècle. On pense que le manuscrit a été traduit dès le IVe siècle, les plus anciens manuscrits en latin remontent au IXe siècle. 
Concernant les oiseaux, des éléments de De avibus de Hugues de Fouilloy sont intégrés à certains bestiaires anglais.

## Bestiaires médiévaux
Selon une classification introduite en 1928 par M. R. James et revue en 1960 par Florence McCulloch,, on peut classer les bestiaires en latin en familles. La première famille est elle-même divisée en trois groupes :
- le groupe B-Is de la première famille est constitué de manuscrits issus de la version B du Physiologos et d'extraits du chapitre XII des Étymologies d'Isidore de Séville (à l'exception de sept chapitres). Cette version du bestiaire en latin a servi de base à des manuscrits postérieurs en latin ou en langue vernaculaire,
- le groupe H de la première famille est constitué de manuscrits comportant 37 chapitres, basés sur la version B-Isidore du Physiologos,
- le groupe de transition de la première famille est constitué de manuscrits intermédiaires entre la première et la deuxième famille. Ces ouvrages introduisent une classification des animaux (mammifères, oiseaux, serpents, insectes, poissons), ils comportent également beaucoup plus de chapitres avec des illustrations de bonne qualité[9].

La deuxième famille est la plus nombreuse. Les manuscrits sont basés sur la version B-Isidore du Physiologos, avec des extraits des Étymologies d'Isidore de Séville, mais aussi de Solin, de l'Hexaemeron de Saint Ambroise ou encore de Raban Maur. La plupart de ces manuscrits datent du XIIIe siècle (par exemple le Bestiaire d'Aberdeen).
La troisième famille de manuscrits latins est constituée de manuscrits du XIIIe siècle.
La quatrième famille est constituée d'un seul manuscrit : Cambridge, University Library MS. Gg.6.5.
La famille des bestiaires Dicta Chrysostomi est constituée de bestiaires qui furent attribués à Jean Chrysostome et furent principalement produits en Allemagne.
Le premier bestiaire en français est l'œuvre de Philippe de Thaon. C'est un ouvrage en vers rédigé en dialecte anglo-normand qui comporte 38 chapitres. Probablement issu d'un bestiaire latin affilié au Physiologos B-Isidore, il est composé après 1121. On n'en connait que trois exemplaires dont deux illustrés. Composé vers 1210 ou 1211, le Bestiaire divin de Guillaume le Clerc est le bestiaire français le plus long, également basé sur un bestiaire latin affilié au Physiologos B-Isidore. Le Bestiaire de Gervaise, manuscrit unique, se dit être de la filiation des bestiaires Dicta Chysostomi et le bestiaire de Pierre de Beauvais existe en deux versions.
On trouve des bestiaires dans d'autres langues : anglais, italien, catalan.
À partir du XIIIe siècle, la description des animaux se fait plus scientifique. Ainsi l'encyclopédie de Barthélemy l'Anglais ne comporte pas les allégories des bestiaires.
Le Bestiaire d'Amour de Richard de Fournival se démarque notablement des bestiaires médiévaux par l'introduction d'une intrigue amoureuse.

## Moyen Âge et animaux
Les animaux sont classés au Moyen Âge en cinq catégories : quadrupèdes (incluant des animaux fantastiques comme la licorne, le manticore, le pard), oiseaux (dont le caladre, le phénix ou le griffon), poissons (baleines, dauphins, évêque de mer, sirènes), serpents (incluant les dragons), « vers » (insectes, petits rongeurs, mollusques). Les animaux domestiques comprennent les animaux de la ferme ou ceux des ménageries, mais incluent aussi les animaux vivant autour de la domus, la « maison » (pie, corbeau, renard, belette, souris, rat).
De manière générale, le Moyen Âge européen correspond à une dépréciation de la plupart des animaux sous l'influence des autorités chrétiennes, à travers l'interdiction des cultes et des rituels païens liés à ces derniers. Les rituels et traditions païens célébraient les saisons, la nature, la position des astres et les animaux, et furent peu à peu remplacés par des fêtes chrétiennes célébrant les saints dont les animaux sont les attributs, les compagnons, ou les esclaves.
La foi chrétienne médiévale, elle-même imprégnée des récits de Saint Augustin, prônait la supériorité de l'Homme sur les animaux considérés selon lui comme des êtres inférieurs et imparfaits. Dans la Bible, Dieu a en effet créé l'Homme « afin qu'il règne sur tous les animaux ». Il existe toutefois un autre courant, plus discret parmi les théologiens, qui consistait à mettre les animaux en relation avec Dieu et le Christ, et à voir dans les habitudes de ces derniers des manifestations divines, comme la résurrection et le repentir. De plus, la culture chrétienne peut donner une valeur à un animal opposée à celle que lui donne la culture populaire, imprégnée de mythes païens et de folklore : les bestiaires, qui sont des traités moralisés sur les propriétés des animaux, montrent cette ambivalence. L'Église influe sur la hiérarchie des animaux : l'ours roi des animaux au haut Moyen Âge (animal des traditions orales païennes) étant remplacé par le lion (animal des traditions écrites chrétiennes) au XIIIe siècle. L'Église tient notamment les animaux pour responsables de leurs actes, ce qui explique les procès d'animaux jugés selon une échelle de valeur inspirée des sept péchés capitaux.

## Animaux réels

### Cerf
Dans les bestiaires, le cerf est un animal christique, ennemi des serpents qui eux sont associés au péché et donc au diable.
Le pouvoir du guérisseur et protecteur du cerf contre les serpents est déjà mentionné par Pline l'Ancien. Un peu plus tard, le Physiologos décrit le cerf chassant les serpents en utilisant de l'eau pour les faire sortir de leur trous avant de les piétiner. Cette purification du mal par l'eau est associée à la façon dont « Notre Seigneur extermina le grand diable serpent par l’eau céleste ». Isidore de Séville affirme lui que le cerf peut chasser les serpents de leur trou en soufflant puis se guérir lui-même en les mangeant.
On retrouve le cerf dans la mythologie celtique, sous les traits de Cernunnos, dieu cerf des Gaulois, qui pour retrouver ses bois après l'hiver doit tuer son ennemi juré, le serpent, avant de vider l'eau d'une source. Le mélange du venin et de l'eau pure permet alors la repousse de ses bois, lui rendant ainsi son essence divine.

### Éléphant

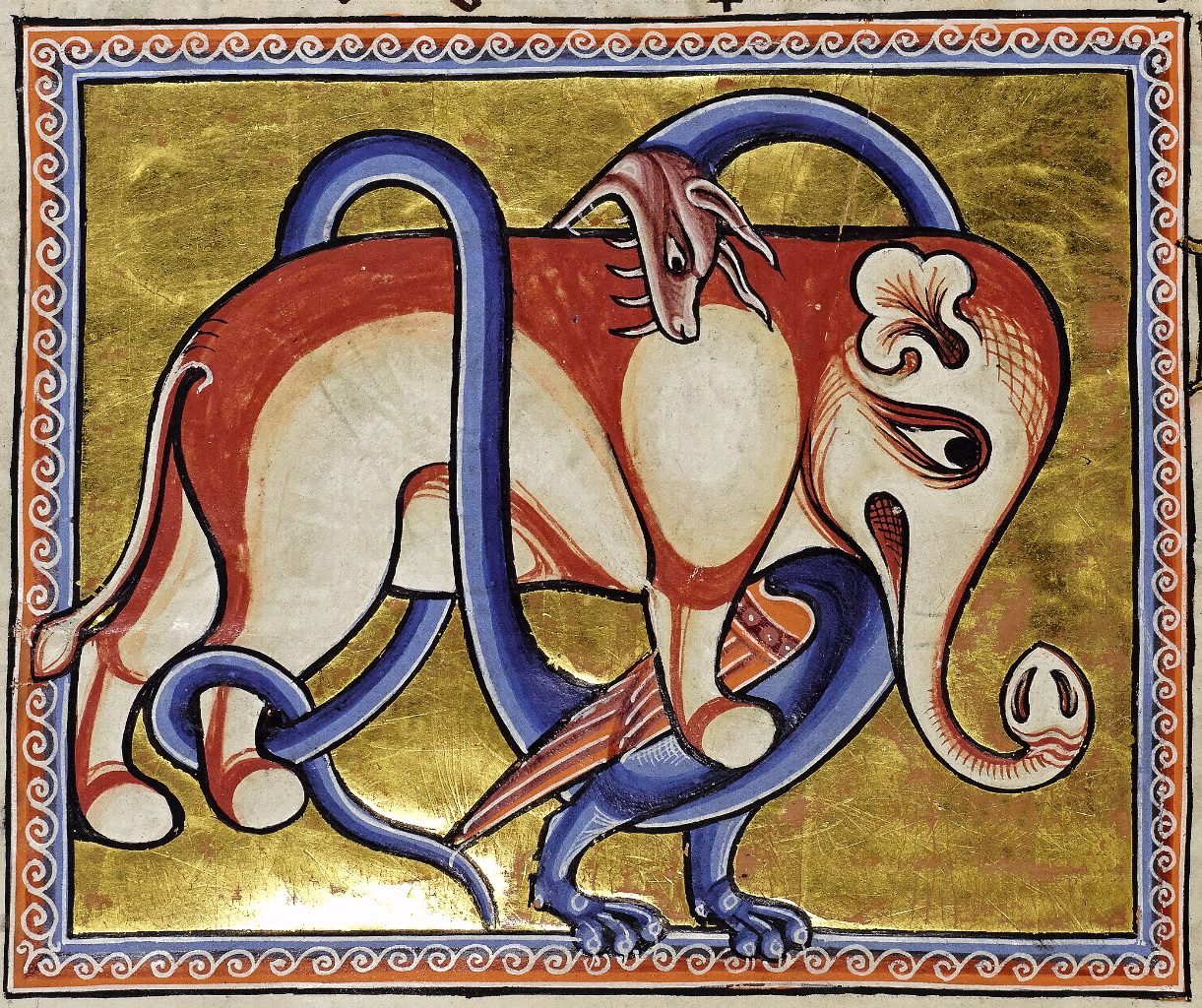
Éléphant dans le bestiaire d'Aberdeen.

### Lion

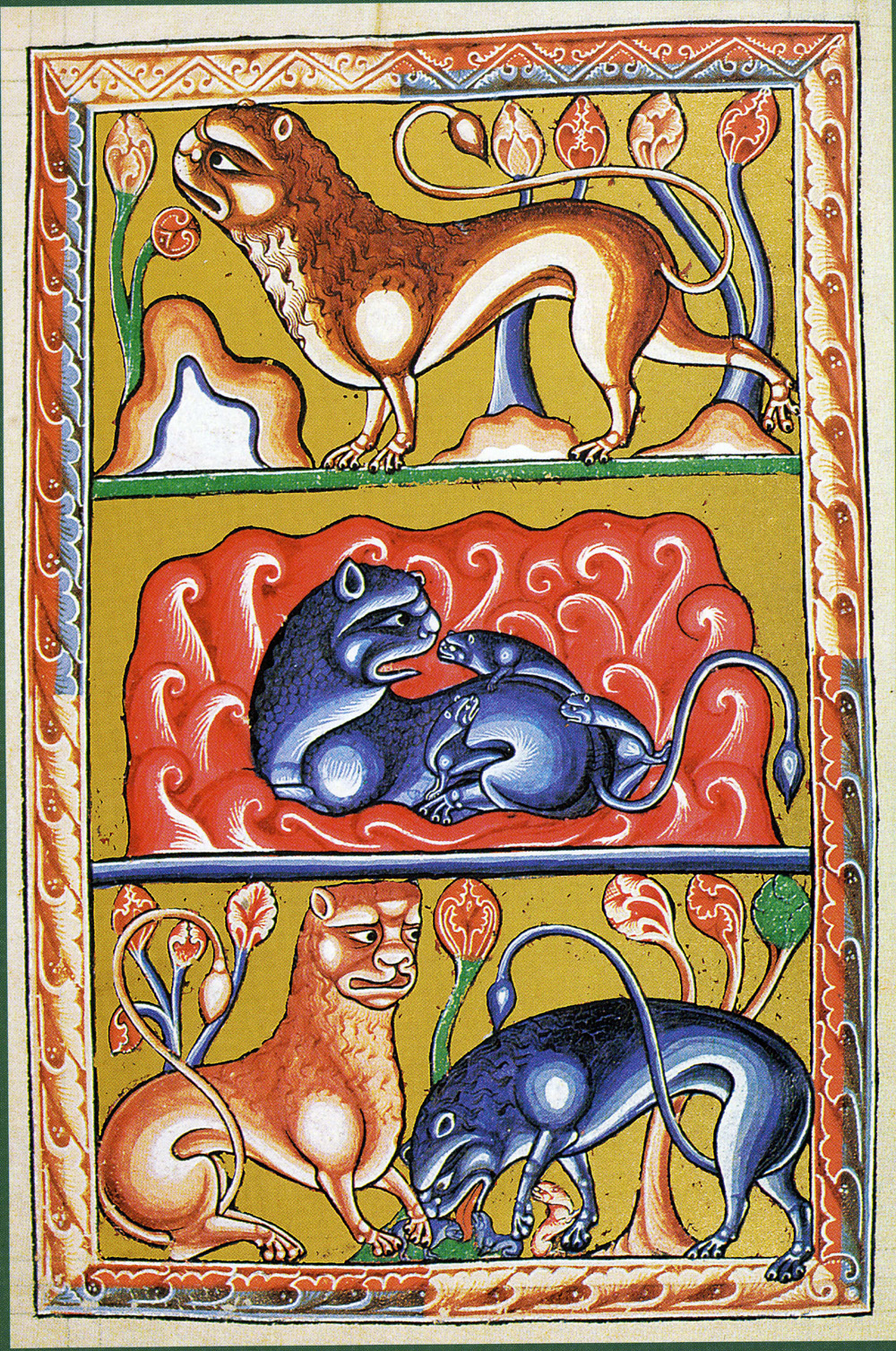
Lions dans le Bestiaire d'Ashmole vers 1210.

Tout comme le lion est le premier à entrer dans l'Arche de Noé, il est également le premier animal décrit dans le Physiologos et dans les bestiaires, car c'est le « Roi des animaux ».
Dans le Physiologos, le lion est dit particulièrement vigilant, ne fermant même pas les yeux pour dormir, ce qui suggère que seul son corps est réellement endormi, son esprit restant en veille. Comme l'affirmait déjà Pline l'Ancien dans son Histoire naturelle, le Physiologos explique que le lion épargne ceux qui sont prosternés à terre. C'est le troisième trait caractéristique du lion qui semble le plus remarquable : les petits mis bas par la lionne seraient mort-nés et après trois jours dans les limbes, le lion les ramènerait à la vie (selon les versions : en les léchant, en rugissant ou en leur soufflant dessus). Ce dernier trait associe le lion à la Résurrection du Christ,.
Dans les bestiaires, on trouve d'autres caractéristiques, comme le fait que si le lion s'aperçoit qu'il est poursuivi par des chasseurs il sait effacer ses traces avec sa queue, tout comme le Christ sut échapper à la poursuite du Diable.

### Ours

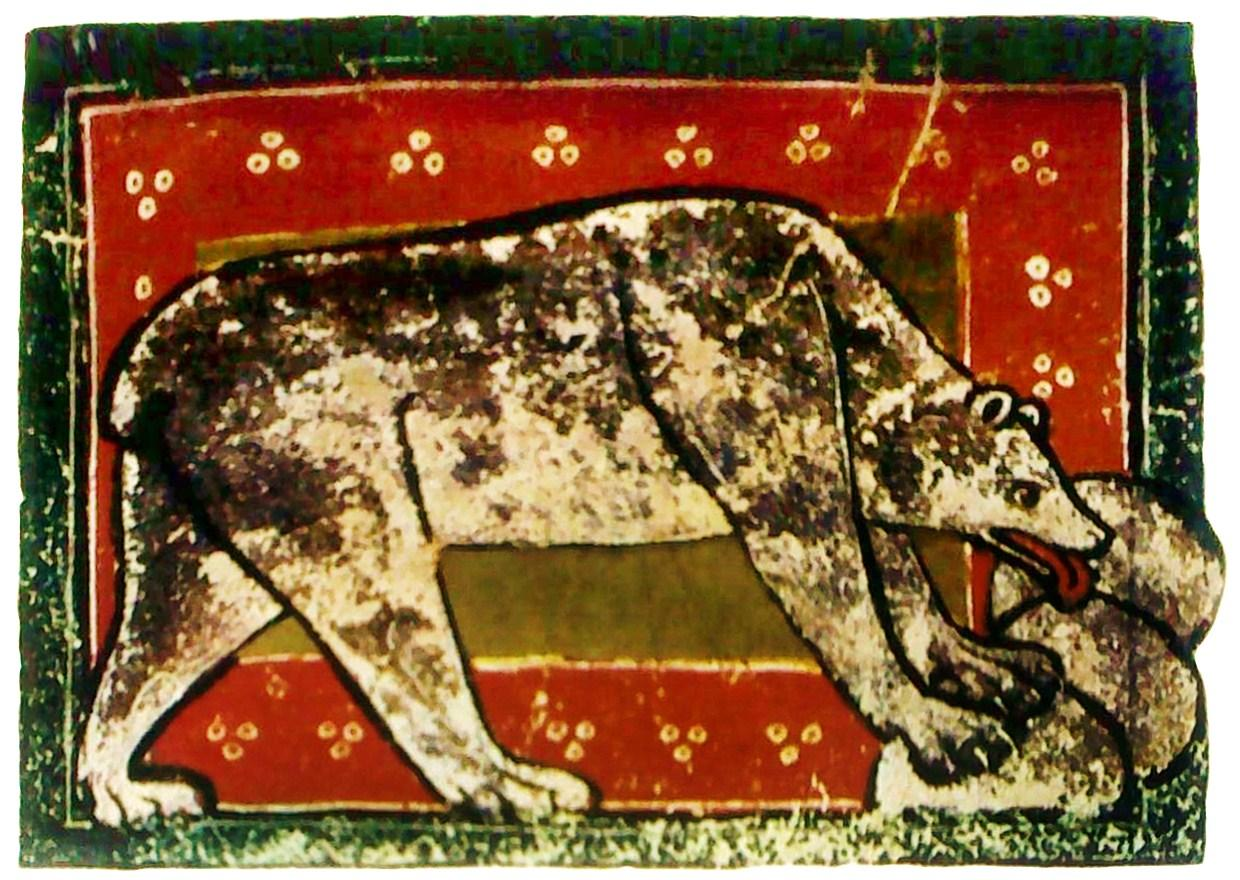
Une ourse léchant son ourson pour le mettre en forme dans un bestiaire anglais, vers 1200.

Les auteurs des bestiaires mentionnent que l'ours met bas des oursons ébauchés, informes, et quasiment mort-nés, par simple volonté de pouvoir copuler le plus souvent possible puisque le mâle refuse de saillir la femelle tant qu'elle est pleine. Cependant, l'ourse lèche ensuite longuement ses petits pour les ranimer et leur donner forme. Cet acte est mis en relation avec le repentir, la résurrection divine et le baptême,.
L’ours est un animal doté d’une grande vision donc de clairvoyance. Connu pour ses vertus médicinales (ex : pattes, bile, graisse d’ours), sa force. Il est aussi représenté comme l'emblème de l'ancestralité.

### Pélican
Le pélican était une représentation du Christ : en effet, on croyait que cet oiseau s'ouvrait le ventre pour faire revivre ses petits par son sang.

### Renard
Dans le Bestiaire de Pierre de Beauvais.

## Animaux fantastiques
Les bestiaires contiennent également les descriptions d'animaux fantastiques.

### Licorne

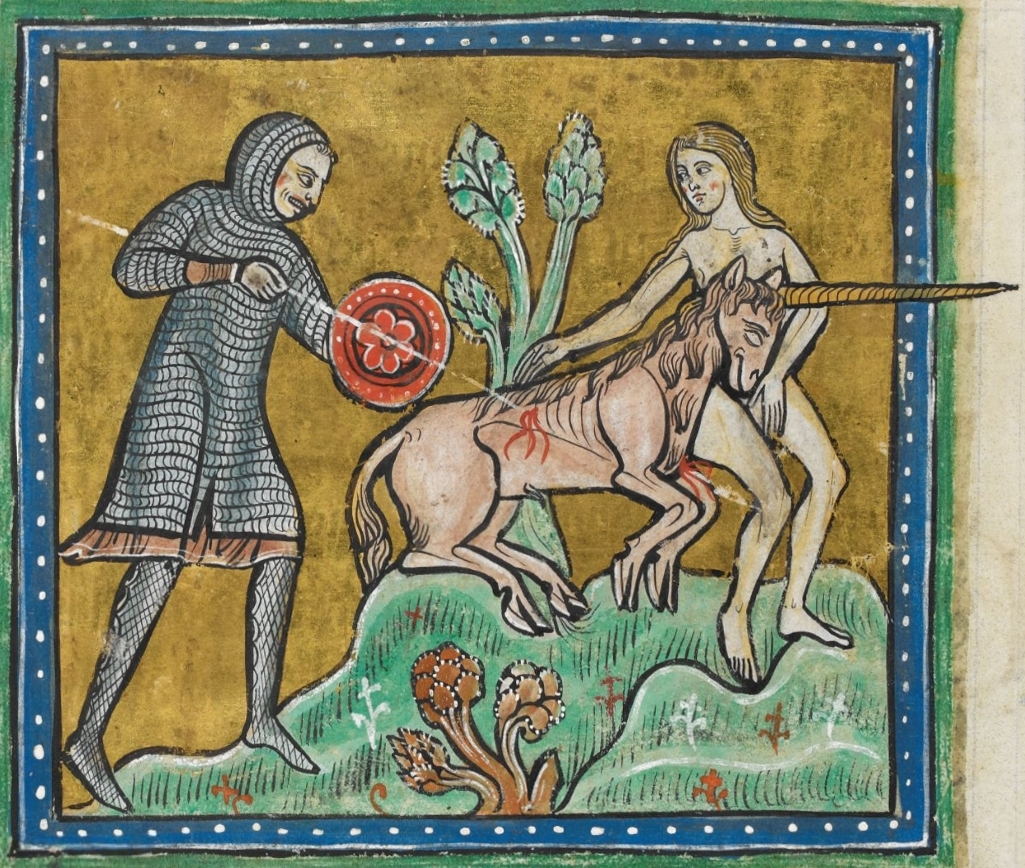
Chasse à la licorne dans le Bestiaire de Rochester.

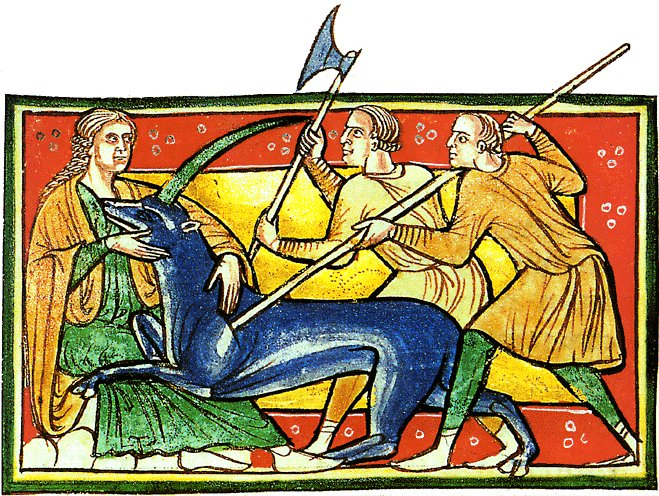
Licorne bleue sur un bestiaire du XIIe siècle.

La licorne fut l'animal imaginaire le plus important et le plus souvent mentionné du Moyen Âge à la Renaissance. Dès la fin du XIIe siècle et au début du XIIIe siècle, elle devient l'un des thèmes favoris des bestiaires dans l'occident chrétien. On compte des centaines, voire des milliers de miniatures de licornes présentant la même mise en scène inspirée du Physiologos : la bête est séduite par une vierge traitresse et un chasseur lui transperce le flanc avec une lance. Tous ces récits et leurs illustrations d'inspiration chrétienne veulent que la licorne représente la trahison envers le Christ, flanc percé par une lance comme dans l'épisode biblique de la Passion de Jésus-Christ.
Le Physiologos fait figurer pour la première fois le récit de la capture d'un monocéros par des chasseurs utilisant une jeune vierge comme appât, et présente cette capture comme une technique de chasse bien réelle et non comme un mythe. Cette version inspira d'innombrables auteurs de bestiaires occidentaux durant le Moyen Âge. La version grecque originale traduite du Physiologos dit que l'unicorne est « un petit animal qui ressemble au chevreau, et qui est tout à fait paisible et doux. Il porte une corne unique au milieu du front. Les chasseurs ne peuvent l'approcher à cause de sa force. Comment donc est-il capturé ? Ils envoient vers lui une vierge immaculée et l'animal vient se lover dans le giron de la vierge. Elle allaite l'animal et l'emporte dans le palais du roi ».
Le plus détaillé des récits de capture de la licorne figure dans le Bestiaire divin de Guillaume Le Clerc de Normandie, au XIIIe siècle. La licorne est décrite comme 

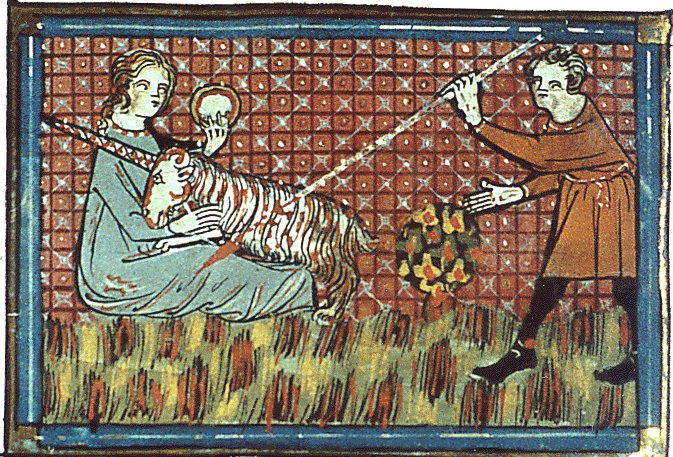
Chasse à la licorne dans le Bestiaire d'Amour de Richard de Fournival, fin XIIIe siècle.

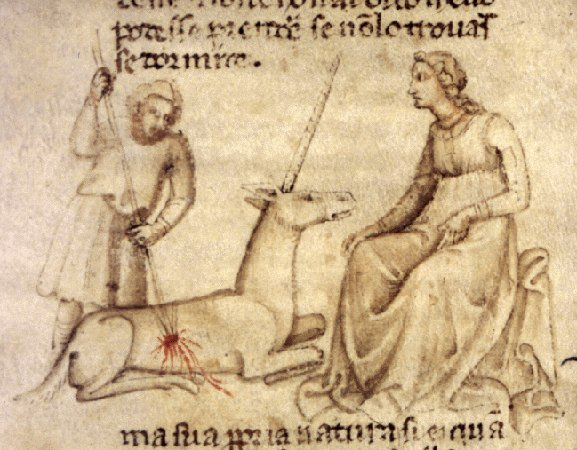
Mise à mort d'une licorne sur un bestiaire italien du XIVe siècle.

Brunetto Latini (1230-1294) donne dans son Livre du Trésor la description d'une licorne redoutable dont le corps ressemble un peu à celui d'un cheval, mais avec le pied de l'éléphant, une queue de cerf et une voix épouvantable. Sa corne unique est extraordinairement étincelante et a quatre pieds de long, elle est si résistante et acérée qu'elle transperce sans peine tout ce qu'elle frappe. La licorne est cruelle et redoutable, personne ne peut l'atteindre ou la capturer avec un piège. La description de la chasse est la même que dans les autres bestiaires.
Philippe de Thaon (entre 1121 et 1135) précise que la vierge doit découvrir son sein, puis « la licorne sent son odeur et vient à la pucelle, baise son sein et s’y endort », ce qui entraîne sa mort.
Pierre de Beauvais cite littéralement le Physiologos pour parler d'un « monocéros ou unicornis » ayant la taille et la forme d'un chevreau avec une corne au milieu de la tête, si féroce qu'aucun homme ne peut s'en emparer, sauf en conduisant une jeune fille vierge à l'endroit où demeure la licorne et en la laissant seule dans le bois, assise sur un siège. Quand la licorne voit la jeune fille, elle s'endort sur ses genoux, les chasseurs s'en emparent et la conduisent dans les palais des rois. Il compare Jésus-Christ à « une licorne céleste qui descendit dans le sein de la Vierge », et fut pris puis crucifié à cause de son incarnation. La corne ornant le front de la licorne est pour lui le symbole de Dieu, la cruauté de la licorne signifiant que personne ne peut comprendre la puissance de Dieu, et sa petite taille symbolisant l'humilité de Jésus Christ dans son incarnation.
Un bestiaire daté de 1468 dit a contrario que « la licorne symbolise les hommes violents et cruels auxquels rien ne peut résister, mais qui peuvent être vaincus et convertis par le pouvoir de Dieu ».
Giovanni da San Geminiano parle dans son Summa de Exemplis et Rerum Similitudinibus Locupletissima d'une odeur de virginité qui rend la licorne douce comme un agneau lorsqu'elle se réfugie dans le giron d'une jeune vierge.

### Muscaliet

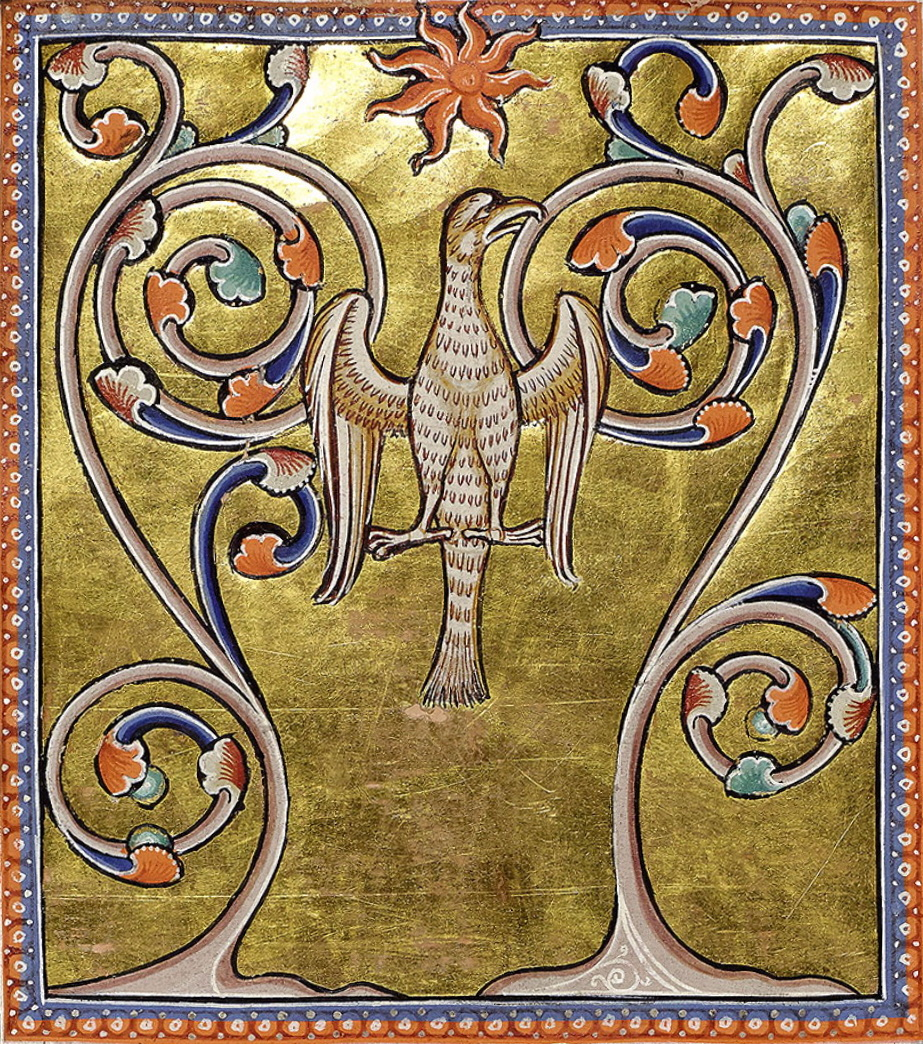
Renaissance du phénix consumé par le feu dans le bestiaire d'Aberdeen

### Phénix
Le phénix était le symbole même de la résurrection.
En effet, cet oiseau fabuleux censé venir d'Arabie était réputé pour mettre le feu à son propre nid et renaître de ses cendres.

## Plantes fantastiques

### Peridexion
Le peridexion est un arbre attirant les colombes par son fruit et faisant fuir les serpents par son ombre, ce qui en fait un symbole du salut chrétien.

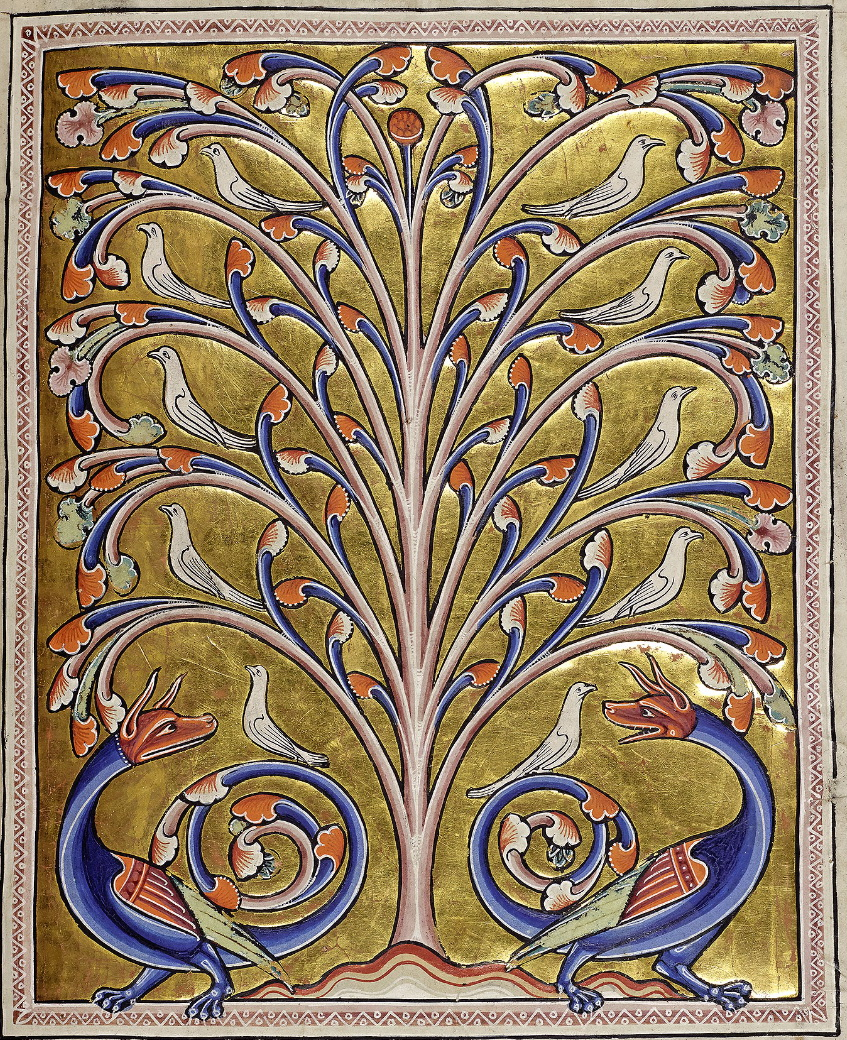
Représentation d'un peridexion du Bestiaire d'Aberdeen.

## Bestiaires dans l'histoire de l'art

### Arts graphiques
Les animaux sont largement représentés dans l'iconographie. Cependant les représentations de collections d'animaux sont plus rares. Deux thèmes iconographiques religieux s'y prêtent particulièrement bien : les représentations du Paradis terrestre (Genèse), et celle de l'entrée des animaux dans l'arche de Noé.
Notons aussi l'étonnant bestiaire brodé au XIe siècle, et que nous pouvons admirer sur les frises haut et bas qui bordent la Tapisserie de Bayeux.

### Sculpture
Le terme « bestiaire » s'applique aussi pour désigner un ensemble de représentations animales sculptées, quel que soit le matériau utilisé (pierre, bois, métal, céramique...),.